# Eva Ekeblad
Eva Ekeblad (született Eva De la Gardie, 1724. július 10. – 1786. május 15.) svéd grófnő, tudós. Az első nő, akit beválasztottak a Svéd Tudományos Akadémia tagjai közé. Elsőként írta le, hogyan lehet burgonyából alkoholt előállítani, s ez a felfedezése tette híressé Svédországban.

## Életrajz
Eva De la Gardie gróf Magnus Julius De la Gardie (1668-1741) és Hedvig Catharina Lillie (1695-1745) lányaként látta meg a napvilágot, a nővére volt Carls Julius De la Gardie kapitánynak. 1740-ben, 16 éves korában összeházasodott gróf Claes Claesson Ekebladdal és 5 gyerekük született. Volt egy palotájuk Stockholmban, ahol pl. Johan Helmich Roman koncertjét is bemutatták. Ezen kívül volt egy birtokuk Västergötlandban is, így a legmagasabb nemesi körökhöz tartoztak.
Férje gyakran volt távol, ekkor Eva kezelte vagyonukat és irányította a birtokokat. Stockholmban egy kulturális szalon vezetője volt, ahol csak úgy ismerték, mint egy nőt azon kevesek közül, akiknek feltétlen tisztelet jár.

## Tudományos tevékenykedése
Ekeblad 1746-ban felfedezte, hogyan lehet burgonyából alkoholt előállítani. Addig krumplit csak az arisztokrácia üvegházaiban termesztettek, annak ellenére, hogy ez a növényfajta már 1658-ban megjelent  Svédországban. Felfedezése után általánossá vált a krumpli használata a hétköznapokban is. Ez nagyon jó hatással volt az étkezési szokásokra. Korábban búzából vagy gabonából nyerték ki az alkoholt, és így sokan kenyér nélkül maradtak, ám az új módszerrel Ekeblad minimálisra csökkentette az éhezők számát Svédországban. Továbbá kifejlesztett egy eljárást, mellyel a különböző textíliákat szappan segítségével tudták fehéríteni, így jobb eredményt értek el, mint korábbi módszerekkel. 
1748-ban első nőként választották be a Svéd Tudományos Akadémia tagjai közé, de az akadémiai találkozókon ezek után sem vett részt. Az Akadémia felkérte, hogy tevékenykedését ne hagyja abba, találmányaival, melyek a háztartási munkákat könnyítik meg, mutasson példát a többi nő számára.

## Gyerekei
- Claes Julius Ekeblad (1742-1808)
- Hedvig Catharina (1746-1812)
- Eva Magdalena (1747-1824)
- Beata Charlotta (1748-1771)
- Agneta Sofia (1750-1824)
- Ebba Maria (1752-1839)
- Brita Lovisa (1754-1755)